# Chapelle Saint-Benoît de Marmande
La chapelle Saint-Benoît est située au no 91 rue de la Libération, à Marmande, dans le département de Lot-et-Garonne, en Nouvelle-Aquitaine.

## Historique
La chapelle Saint-Benoît était la chapelle du couvent des Dames de Saint-Benoît fondé en 1645 par « haute et puissante » Dame Jeanne Antoinette d’Esparbès de Lussan, marquise de Grignols avec la bénédiction de Mgr Barthélemy d'Elbène, évêque d’Agen. Sa fille, Hypolite de Grignols, qui était religieuse à Saintes en est devenue la Mère supérieure. 
La marquise de Grignols a acheté un terrain dans le quartier de Lestang à Pierre Rougier en 1646 ainsi que d'autres bâtiments pour construire le couvent clos de murs. On peut lire la date "1662" sur le portail qui est probablement la date de fin de construction de la chapelle. 
Des travaux importants sur les bâtiments conventuels sont réalisés par Marsaudon vers 1760. 
Le couvent est saisi comme bien national en 1790. Il sert d'entrepôt de fourrage puis de salle de spectacles par la municipalité. 
En 1826, la chapelle est érigée en chapelle de secours mais elle est effectivement rendue au culte en 1839 après restaurations. Les anciens bâtiments conventuels sont transformés pour installer la sous-préfecture à Marmande. 
Deux chapelles latérales sont ajoutées en 1868.
La chapelle Saint-Benoît a été classée au titre des monuments historiques le 19 avril 2005,.

## Description
Le couvent a été construit suivant un plan très simple : nef unique avec chevet plat, portail d'entrée d'inspiration classique. L'intérêt de l'édifice vient de sa décoration :
- plafond lambrissé avec un décor peint du XVIIe siècle comprenant trois médaillons représentant des scènes bibliques inscrits chacun dans un quadrilobe puis un carré dans un fond de rinceaux de feuillages,
- sept grands tableaux sur des scènes de la vie du Christ. Trois des tableaux sont réalisés entre 1703-1705 par le peintre Jean Michel (1659-1709) qui avait été peintre de la ville de Toulouse,
- autel, retable, un tabernacle et deux statues en ronde-bosse en bois doré représentant saint Benoît et sainte Scholastique